# Comuna Vilșanîțea, Bilohirea
Vilșanîțea (în ucraineană Вільшаниця) este o comună în raionul Bilohirea, regiunea Hmelnîțkîi, Ucraina, formată din satele Varîvodkî și Vilșanîțea (reședința).

## Demografie
Componența lingvistică a comunei Vilșanîțea
     Ucraineană (98,77%)
     Rusă (1,08%)
Conform recensământului din 2001, majoritatea populației comunei Vilșanîțea era vorbitoare de ucraineană (98,77%), existând în minoritate și vorbitori de rusă (1,08%).